# Катастрофа Boeing 737 под Аръаром
Катастрофа Boeing 737 под Аръаром — авиационная катастрофа, произошедшая 25 декабря 1986 года. Самолёт Boeing 737-270C, выполнявший пассажирский рейс № 163 по маршруту Багдад—Амман, был угнан четырьмя террористами. Сотрудники безопасности авиакомпании Iraqi Airways попытались обезвредить угонщиков, но те взорвали гранату в пассажирском салоне, вынудив экипаж приступить к немедленному снижению. Другая граната была взорвана прямо в кабине экипажа, что привело к падению самолёта около Аръара (Саудовская Аравия), корпус самолёта развалился надвое и был охвачен огнём.
На борту самолёта было 106 человек. 60 пассажиров и 3 члена экипажа погибли. Оставшиеся в живых пассажиры смогли рассказать властям, что произошло на самолёте. Угон стал одним из самых смертоносных в истории.
Вскоре после угона рейса 163 проиранская группа «Организация исламского джихада» (широко известная под названием «Хезболла») взяла на себя ответственность за теракт с рейсом 163. В одном из погибших угонщиков ЦРУ впоследствии опознало ливанца по имени Рибал Халил Джаллул, чья фотография в паспорте была сопоставлена с плакатом мученика «Хезболлы», найденным возле мечети в Бейруте. Власти Ирака обвинили Иран в организации теракта.